# Сысоев, Андрей Иванович
Андре́й Ива́нович Сысо́ев (род. 18 июля 1958) — глава администрации города Мурманска (с 3 декабря 2010 года по 4 октября 2019 года), с 4 октября 2019 по 23 августа 2021 года — глава муниципального образования город Мурманск.

## Биография
Образование высшее профессиональное.
В 1978 году окончил Вологодский техникум газовой и нефтяной промышленности, присвоена квалификация техник-механик.
В 1986 году окончил с отличием Московский институт нефтехимической и газовой промышленности им. И. М. Губкина по специальности «Технология и комплексная механизация разработки нефтяных и газовых месторождений», присвоена квалификация «Горный инженер».
С 1978 по 1980 годы служил в рядах Советской армии. До службы в армии работал по специальности в объединении «Норильскгазпром» (г. Норильск) в должности оператора добычи газа.
С 1986 по 1992 годы работал в производственном объединении «Арктикморнефтегазразведка» (г. Мурманск) мастером по добыче нефти и старшим инженером группы испытаний скважин.
Указом Президиума Верховного Совета СССР 31.07.1986 года награждён медалью «За трудовое отличие».
Избирался депутатом Совета депутатов города Мурманска третьего, четвёртого, пятого и шестого созывов.
С ноября 2010 года по октябрь 2019 года — глава администрации города Мурманска.
С 4 октября 2019 года вступил в должность главы муниципального образования город Мурманск.
В 2016 году награждён Почетным знаком «За заслуги перед городом Мурманском», в 2017 году поощрен Благодарностью председателя Совета Федерации Федерального Собрания РФ, в 2018 году — Благодарностью Губернатора Мурманской области.
23 августа 2021 года на внеочередном заседании совета депутатов Мурманска он объявил о своей отставке с поста главы города Мурманска.

## Семья
Воспитывает дочь и сына.